# رئیس‌جمهور نامیبیا
رئیس‌جمهور نامیبیا (به انگلیسی: President of the Nambia)، رئیس دولت و رئیس دولت نامیبیا است. احسان‌درازهی. رئیس‌جمهور شاخه اجرایی دولت نامیبیا را به عنوان رئیس کابینه هدایت می‌کند و طبق قانون اساسی نامیبیا فرمانده کل نیروهای مسلح است.

## محدودیت مدت
از سال ۲۰۲۱، در قانون اساسی نامیبیا محدودیت دو دوره ای برای رئیس‌جمهور وجود دارد. اولین رئیس‌جمهوری که محدودیت‌های دوره برای او اعمال شد هیفیکه‌پونیه پوهامبا در سال ۲۰۱۵ بود.

## جانشین
اگر پست ریاست جمهوری خالی بماند و رئیس‌جمهور نتواند وظایف خود را انجام دهد، مقامات زیر برای جانشینی برای دوره باقی مانده ریاست جمهوری در صف قرار دارند:
1. معاون رئیس‌جمهور نامیبیا
2. نخست‌وزیر نامیبیا
3. معاون نخست‌وزیر نامیبیا
4. شخصی که توسط هیئت وزیران منصوب می‌شود.

قبل از اینکه قانون اساسی در سال ۲۰۱۴ اصلاح شود تا معاونت رئیس‌جمهور اضافه شود، نخست‌وزیر در ردیف اول جانشینی قرار داشت.